# NGC 7024
NGC 7024 је група звезда у сазвежђу Лабуд која се налази на NGC листи објеката дубоког неба.
Деклинација објекта је + 41° 29' 47" а ректасцензија 21h 6m 4,8s. Привидна величина (магнитуда) објекта NGC 7024 износи 13,0.